# Raúl Leguías
Raúl Leguías   (Colón, 9 d'octubre de 1982) és un exfutbolista nicaragüenc, nascut al Panamà, de la dècada de 2000.
Fou internacional amb la selecció de Nicaragua.
Pel que fa a clubs, destacà a San Pedro, Managua, Real Estelí, Onze Bravos, i Diriangén.